# بطولة كونكاكاف تحت 20 سنة 2011
بطولة كونكاكاف تحت 20 سنة 2011 أقيمت بمشاركة 12 فريقا وطنيا في 2011 وحددت الفرق القرعة من منطقة الكونكاكاف التي ستتأهل إلى كأس العالم للشباب تحت 20 سنة 2011 في كولومبيا. أيضا، حددت البطولة الفرق الثلاث من الكونكاكاف للمشاركة في دورة الألعاب الأمريكية 2011 (باستثناء المكسيك). وافقت اللجنة التنفيذية لبطولة كونكاكاف للرجال تحت 20 سنة، على تأهل الفرق الثلاثة من الجزء الشمالي للقارة مرة أخرى تلقائيا للنهائيات، بينما حصلت أمريكا الوسطى على أربعة مقاعد في حين حصلت منطقة الكاريبي على خمسة.

## الفرق المتأهلة
| - كندا - كوبا - غواتيمالا - غوادلوب |  | - هندوراس - جامايكا - المكسيك - بنما |  | - السلفادور - سورينام - ترينيداد وتوباغو - الولايات المتحدة |

## الأماكن
المسابقة سوف تستضيفها مدينتين.
| مدينة غواتيمالا   | مدينة غواتيمالا       |
| ----------------- | --------------------- |
| ملعب ماتيو فلوريس | ملعب سيمينتو بورغريسو |
|                   |                       |
| السعة: 30,000     | السعة: 16,000         |

## القرعة
قرعة المسابقة النهائية أخذت مكانها يوم 11 فبراير 2011 في مدينة غواتيمالا، غواتيمالا، الفرق الإثني عشر قسموا إلى أربعة مجموعات من ثلاث فرق.
| وعاء 1                                          | وعاء 2                                          | وعاء 3                               |
| ----------------------------------------------- | ----------------------------------------------- | ------------------------------------ |
| - غواتيمالا - كندا - الولايات المتحدة - المكسيك | - كوستاريكا - هندوراس - بنما - ترينيداد وتوباغو | - كوبا - غوادلوب - جامايكا - سورينام |

## دور المجموعات

### المجموعة 1
| فريق      | نقاط | فرق | عليه | له | خ | ت | ف | لعب |
| --------- | ---- | --- | ---- | -- | - | - | - | --- |
| غواتيمالا | 0    | 0   | 0    | 0  | 0 | 0 | 0 | 0   |
| هندوراس   | 0    | 0   | 0    | 0  | 0 | 0 | 0 | 0   |
| جامايكا   | 0    | 0   | 0    | 0  | 0 | 0 | 0 | 0   |

### المجموعة 2
| فريق             | نقاط | فرق | عليه | له | خ | ت | ف | لعب |
| ---------------- | ---- | --- | ---- | -- | - | - | - | --- |
| بنما             | 0    | 0   | 0    | 0  | 0 | 0 | 0 | 0   |
| سورينام          | 0    | 0   | 0    | 0  | 0 | 0 | 0 | 0   |
| الولايات المتحدة | 0    | 0   | 0    | 0  | 0 | 0 | 0 | 0   |

### المجموعة 3
| فريق                     | نقاط | فرق | عليه | له | خ | ت | ف | لعب |
| ------------------------ | ---- | --- | ---- | -- | - | - | - | --- |
| كندا                     | 0    | 0   | 0    | 0  | 0 | 0 | 0 | 0   |
| كوستاريكا                | 0    | 0   | 0    | 0  | 0 | 0 | 0 | 0   |
| قالب:بيانات بلد جواديلوب | 0    | 0   | 0    | 0  | 0 | 0 | 0 | 0   |

### المجموعة 4
| فريق             | نقاط | فرق | عليه | له | خ | ت | ف | لعب |
| ---------------- | ---- | --- | ---- | -- | - | - | - | --- |
| كوبا             | 0    | 0   | 0    | 0  | 0 | 0 | 0 | 0   |
| المكسيك          | 0    | 0   | 0    | 0  | 0 | 0 | 0 | 0   |
| ترينيداد وتوباغو | 0    | 0   | 0    | 0  | 0 | 0 | 0 | 0   |